# Eulasia rapillyi
Eulasia rapillyi is een keversoort uit de familie Glaphyridae. De wetenschappelijke naam van de soort is voor het eerst geldig gepubliceerd in 1988 door Baraud.